# (157194) Saddlemyer
(157194) Saddlemyer est un astéroïde de la ceinture principale.

## Description
(157194) Saddlemyer est un astéroïde de la ceinture principale. Il fut découvert le 21 août 2004 à Mauna Kea par David D. Balam. Il présente une orbite caractérisée par un demi-grand axe de 2,61 UA, une excentricité de 0,04 et une inclinaison de 5,1° par rapport à l'écliptique.

## Compléments